# Panther Solo
Panther Solo – samochód sportowy produkowany przez firmę Panther w latach 1989-1990. Dostępny jako 2-drzwiowe coupé. 
Do napędu użyto czterocylindrowego, rzędowego silnika o pojemności 1993 cm³. Jego moc maksymalna wynosiła 152 kW, a moment maksymalny 268 Nm. Posiadał 5-biegową ręczną skrzynię biegów, ważył 1237 kg i spalał 12,8 l/100 km. Największa prędkość wynosiła 227 km/h, osiągał prędkość 95 km/h w ciągu 7 sekund. Stalowa płyta podłogowa była połączona z półramami. Nadwozie zostało wykonane z materiału kompozytowego. Zawieszenie było złożone z kolumn MacPherson z przodu i podwójnych wahaczy z tyłu. Wykonano 26 egzemplarzy samochodu.